# كام نيوتن (لاعب كرة قدم أمريكية أمريكي)
كام نيوتن (بالإنجليزية: Cam Newton) هو لاعب كرة قدم أمريكية أمريكي، ولد في 11 مايو 1989 في أتلانتا في الولايات المتحدة.

## وصلات خارجية
- كام نيوتن (لاعب كرة قدم أمريكية أمريكي) على موقع إي إس بي إن.كوم (أن.أف.أل)3
- كام نيوتن (لاعب كرة قدم أمريكية أمريكي) على موقع مرجع كرة القدم المحترفة.كوم (الإنجليزية)
- كام نيوتن (لاعب كرة قدم أمريكية أمريكي) على موقع كلية كرة القدم في سبورتس رفرنس.كوم (الإنجليزية)